# Otiothops luteus
Otiothops luteus is een spinnensoort uit de familie Palpimanidae. De soort komt voor in Brazilië.